# ナスノミツル
ナスノ ミツル（1963年 - ）は、岩手県盛岡市生まれの日本のベーシスト、即興音楽演奏家。

## 経歴
大学生時代を過ごした京都で音楽活動を本格化させ、その後、東京に活動の拠点を移す。大友良英率いるGround Zeroに参加。
アバンギャルドなロック、歌手のバックアップ、様々なバンド・プロジェクトに関わる。
ライブでは1964年製フェンダー・プレシジョンベースを多く使用する。

## 主なソロプロジェクト
- 「Prequel Oct.1998 - Mar.1999 + 1 前編 1998年10月〜1999年3月+1」（2008/5/11 doubtmusic） 
  - 大友良英、鬼怒無月、芳垣安洋 etc参加。
  - ROVO益子樹プロデュース。制作10年後に日の目を見た音源。
- 「離場有浮」（2008/11/18 PERFECTMUSIC）
  - 灰野敬二、石橋英子参加。A×S×E(NATSUMEN)プロデュース。
  - 静と動で対をなす2部作の「静」作品。tenelevenコンセプトの前身となった貴重なセッション記録。

## teneleven
2009年結成。これまで多くのプロジェクトに関わって来たナスノが主導となり、自身の標榜するサウンドを表現するバンドとして活動を開始。

### メンバー
- 山本達久(NATSUMEN)(ds)
- 坂口光央(key)
- 南方美智子(key)
- ササキヒデアキ(Visual)
- ナスノミツル(b)

2012年3月
1stアルバム『teneleven』をdoubtmusicよりリリース。中村達也がレコーディングにゲスト参加。ジャケットなどヴィジュアルはササキヒデアキによるもの。
2013年10月
ライブにゲスト参加していた沼澤尚(ds)と中村弘二(g)二人のメンバー入りを発表。また並行して、teneleven-proto（ナスノのソロ）、teneleven-stereo（ナスノ・坂口・南方）名義での活動も存在。これらはバンドtenelevenへいずれ集約していくインスピレーションを、よりプリミティヴな形で表現するものと位置づけられている。2012年12月より、これらの名義でのミニアルバムをトレイライツレコードよりリリースしている。

## MUGAMICHILL
中村弘二（guitar,sampling）、中村達也（drums,percussion）、ナスノ（Bass）。2015年に3人のセッションとして始まり、2016年12月27日のライブよりバンド名を名乗り始める。当初の表記はMUGAMICHIRUだった。2018年の春ころより現在の表記に改められた。2020年秋までに6タイトルのCD-R作品を発表。

## その他参加バンド、プロジェクト
- Ground Zero / 大友良英 etc
- あまちゃんスペシャル・ビッグバンド / 大友良英 etc
- アルタード・ステイツ / 内橋和久、芳垣安洋、ナスノ
- 是巨人 / 吉田達也、鬼怒無月、ナスノ
- サンヘドリン / 灰野敬二、吉田達也、ナスノ
- 静寂 / 灰野敬二、一楽儀光、ナスノ
- 不失者 / 灰野敬二、高橋幾郎、Ryosuke Kiyasu、ナスノetc
- ウンベルティポ / 今堀恒雄、佐野康夫、ナスノ
- THE WORLD HERITAGE / 吉田達也、鬼怒無月、山本精一、勝井祐二、ナスノ
- iLL / 中村弘二、沼澤尚、ナスノ

その他、近年では相対性理論・やくしまるえつこ・山根康広（バックバンド含）のレコーディングや布袋寅泰「GUITARHYTHM V TOUR」などにベーシストで参加。